# Schönwies (gmina)
Schönwies – gmina w Austrii, w kraju związkowym Tyrol, w powiecie Landeck. Liczy 1711 mieszkańców (1 stycznia 2015).